# مرد من (ترانه جید یوئن)
مرد من (انگلیسی: My Man) یک تک‌آهنگ از جید یوئن خواننده اهل انگلستان است.
این ترانه در ۳ دقیقه و ۵ ثانیه زمان دارد در ۱۷ سپتامبر ۲۰۰۹ توسط پالیدور رکوردز منتشر شده است.